# Taifa Denii
Taifa Denii (arab. طائفة دانية والجزائر الشرقية) – muzułmańskie państwo uformowane w 1010 roku na terenie Półwyspu Iberyjskiego po rozpadzie Kalifatu Kordoby. Rządzone przez byłego słowiańskiego niewolnika Mudżāhida i jego syna Alego, istniało do 1076 roku. W latach 1015−1016 przejściowo obejmowało Sardynię.